# Brachypodium pinnatum
Il paléo comune (Brachypodium pinnatum (L.) P.Beauv., 1812 è una pianta angiosperma monocotiledone appartenente alla famiglia delle Poacee (sottofamiglia Pooideae).

## Etimologia
Il nome generico (Brachypodium) deriva da due parole greche ("brachys" = breve e "podion" = piccolo piede) e fa riferimento ai pedicelli molto corti delle spighette. L'epiteto specifico (pinnatum) indica una forma simile ad una piuma (o penna di uccello) e fa riferimento alle Glossario botanico#spighette posizionate alternativamente lungo l'asse centrale dell'infiorescenza.
Il binomio scientifico di questa pianta è stato proposto inizialmente da Linneo (1707 – 1778), perfezionato successivamente dal naturalista e botanico francese Ambroise Marie François Joseph Palisot de Beauvois (Arras, 27 luglio 1752 – Parigi, 21 gennaio 1820) nella pubblicazione "Essai d'une Nouvelle Agrostographie; ou Nouveaux Genres des Graminées; Avec Figures Représentant les Caractéres de tous le Genres. Imprimerie de Fain. Paris" (Ess. Agrostogr. 155, 156) del 1812.

## Descrizione

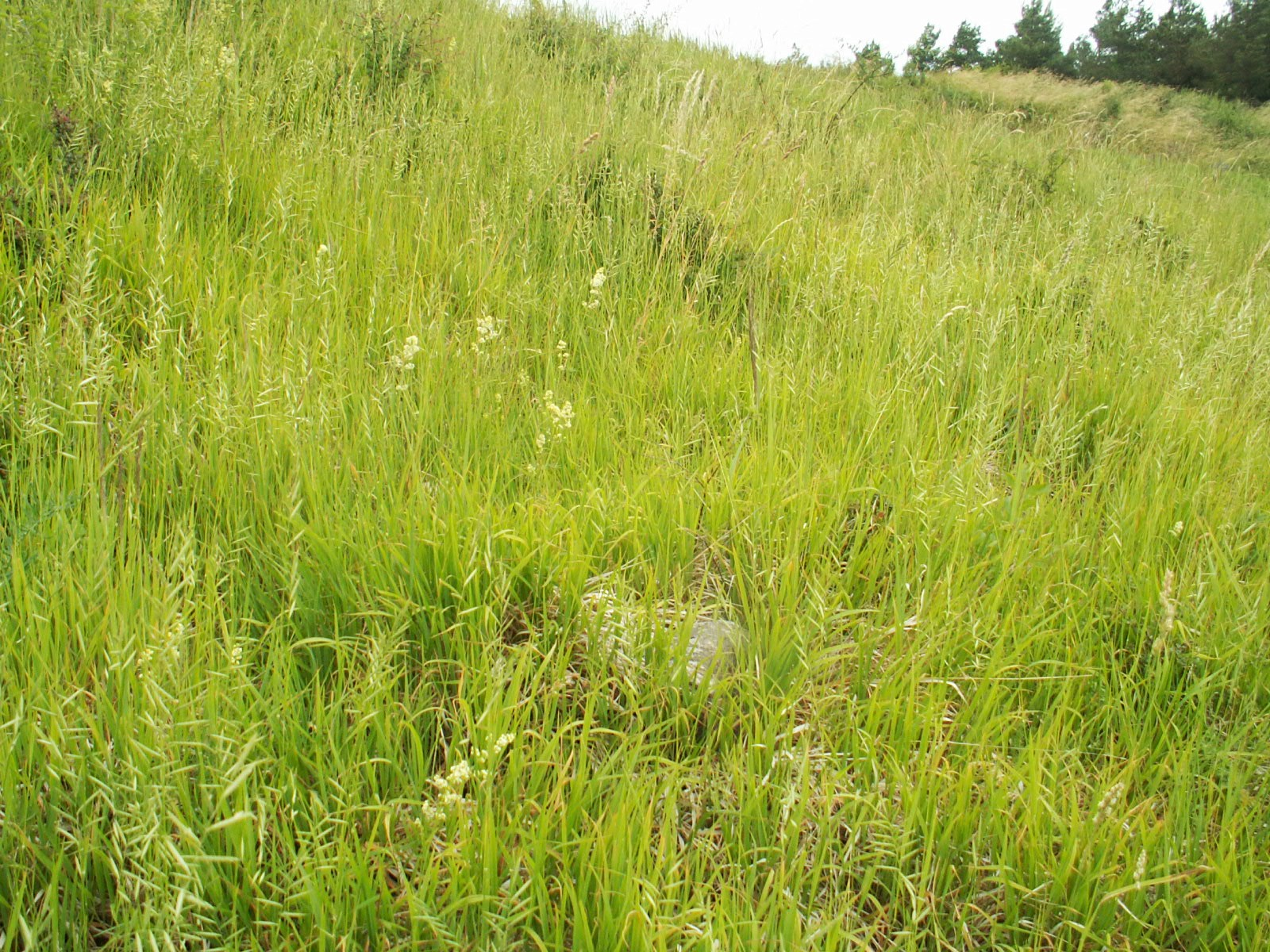
Il portamento

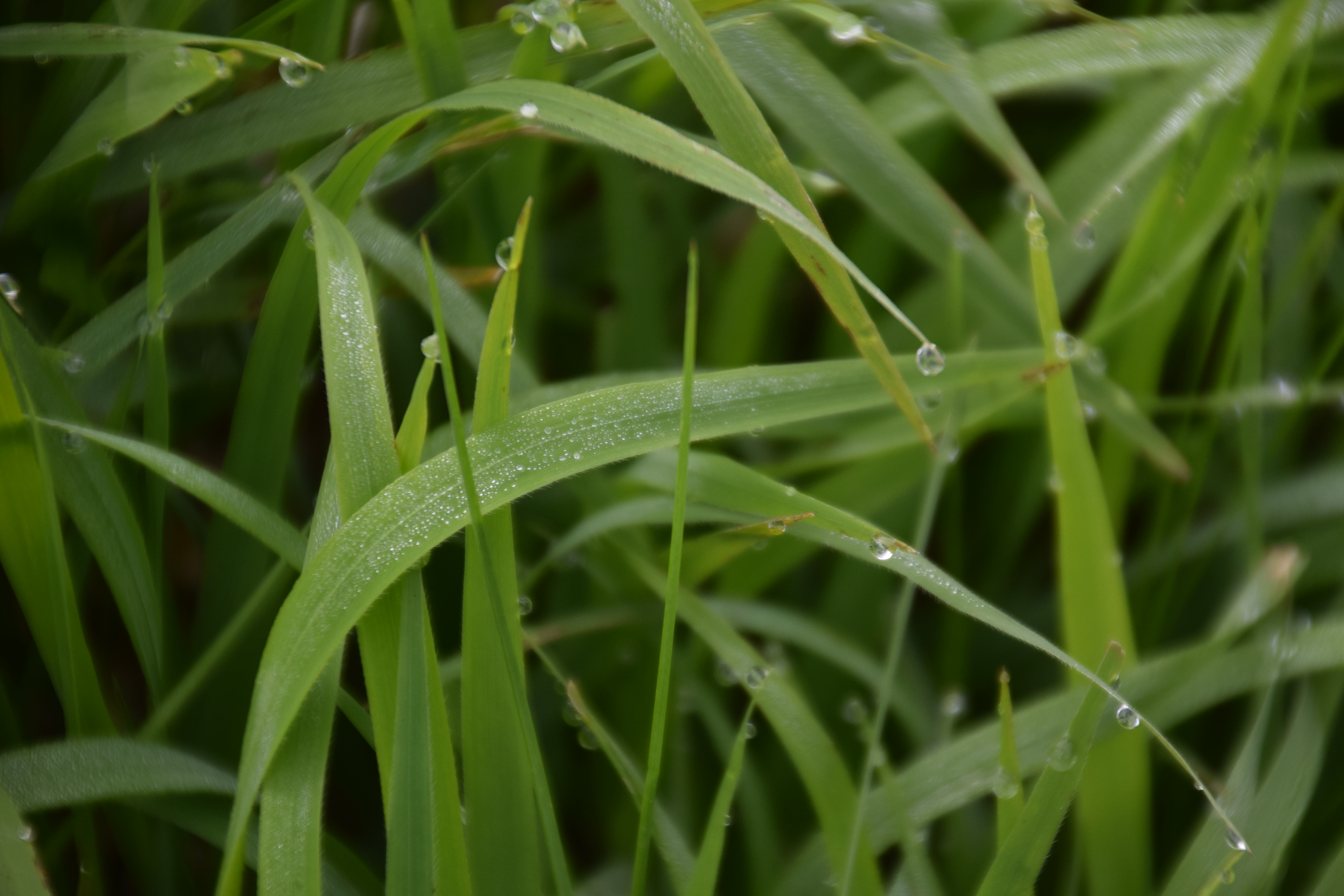
Le foglie

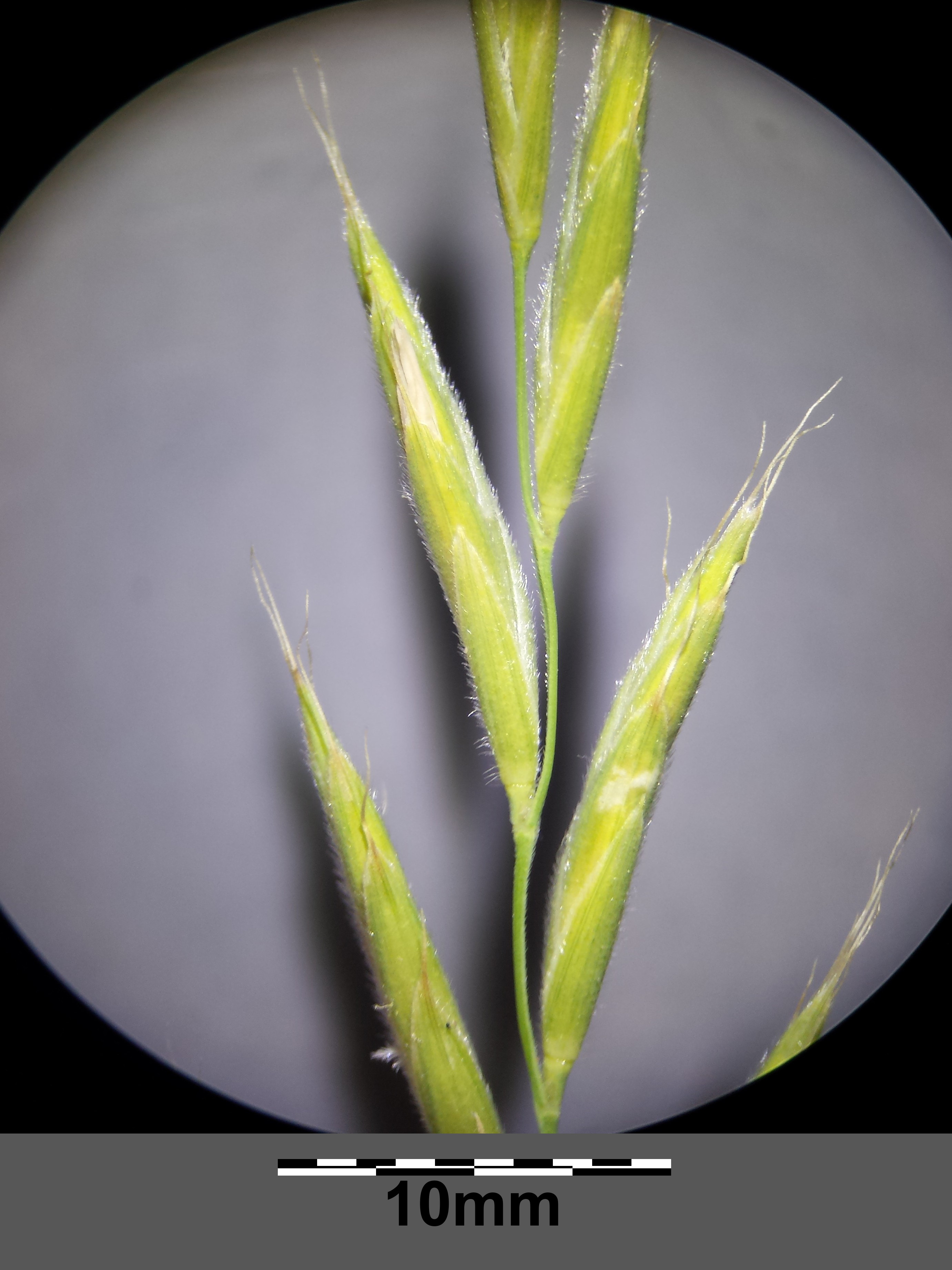
Infiorescenza (spighette)

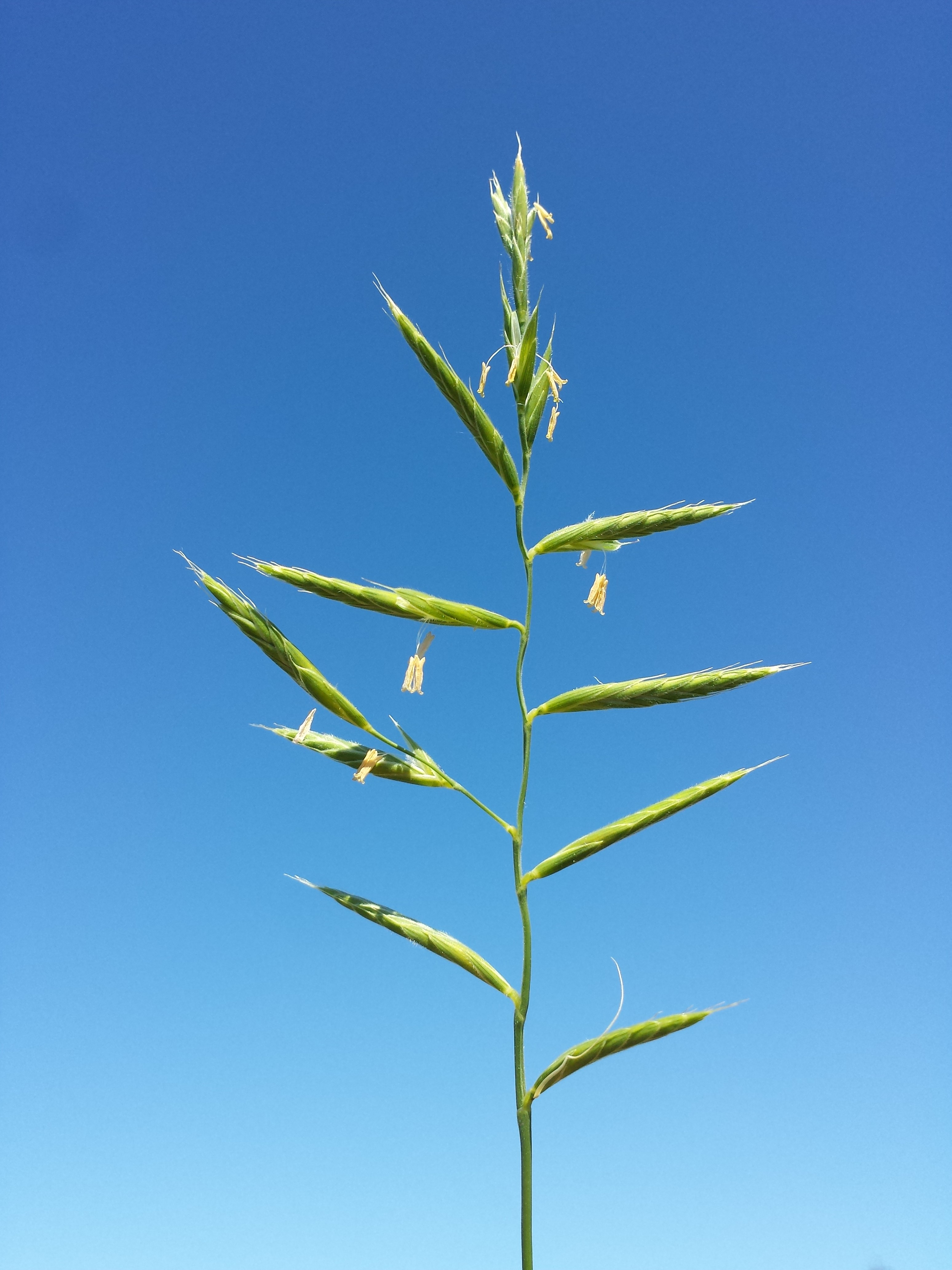
I fiori

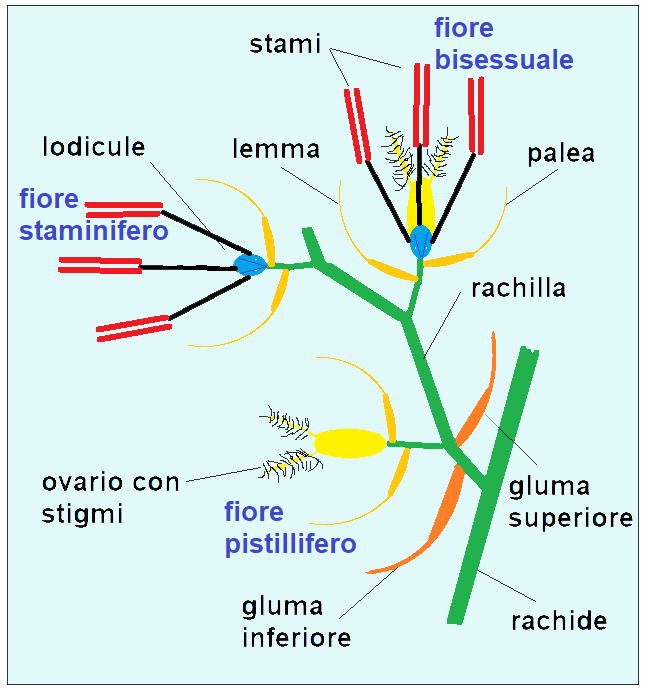
Spighetta generica con tre fiori diversi

Queste piante arrivano ad una altezza di 4 - 7 dm (massimo 12 dm). La forma biologica è emicriptofita cespitosa (H caesp), sono piante erbacee, bienni o perenni, con gemme svernanti al livello del suolo e protette dalla lettiera o dalla neve e presentano ciuffi fitti di foglie che si dipartono dal suolo. Queste piante in genere formano dei popolamenti a tappeto con estensione fino a qualche metro.

### Radici
Le radici sono secondarie da rizoma (fascicolate). Il rizoma è stolonifero e lungamente strisciante; a volte può essere squamoso.

### Fusto
La parte aerea del fusto è un culmo eretto, glabro, liscio e nudo nella parte apicale. Numero dei nodi del culmo: 3 - 8.

### Foglie
Le foglie lungo il culmo sono disposte in modo alterno, sono distiche e si originano dai vari nodi. Sono composte da una guaina, una ligula e una lamina. Le venature sono parallelinervie. Non sono presenti i pseudopiccioli e, nell'epidermide delle foglia, le papille.
- Guaina: la guaina è abbracciante il fusto e in genere è priva di auricole; le guaine possono essere pubescenti o glabre.
- Ligula: la ligula, membranosa, a volte cigliata, è tronca. Lunghezza della ligula: 0,5 mm - 2 mm.
- Lamina: la lamina è lineare, piatta ed ha una consistenza molle; è regolarmente incurvata fino alla punta. La superficie può essere pubescente o scabra. In sezione in corrispondenza ai fasci principali tra l'epidermide superiore e quella inferiore è presente un pilastro di sclerenchima continuo (non sono presenti delle coste prominenti tipiche di altre specie). Il colore inizialmente è verde pallido, poi con lo sviluppo della pianta le foglie diventano rosso-bruno. Dimensione delle foglie: larghezza 3 – 8 mm; lunghezza 40 cm.

### Infiorescenza
Infiorescenza principale (sinfiorescenza o semplicemente spiga): le infiorescenze, erette, ascellari e terminali, in genere non sono ramificate e sono formate da 4 - 10 (massimo 15) spighette ed hanno la forma di una pannocchia un po' incurvata all'apice. La fillotassi dell'inflorescenza inizialmente è a due livelli, anche se le successive ramificazioni la fa apparire a spirale. Dimensione dell'infiorescenza: 5 – 20 cm.

### Spighetta
Infiorescenza secondaria (o spighetta): le spighette sessili o peduncolate (1 – 2 mm), compresse lateralmente ma affusolate, spesso incurvate a falce, sottese da due brattee distiche e strettamente sovrapposte chiamate glume (inferiore e superiore), sono formate da 9 - 11 (massimo 24) fiori. Possono essere presenti dei fiori sterili; in questo caso sono in posizione distale rispetto a quelli fertili. Alla base di ogni fiore sono presenti due brattee: la palea e il lemma. La disarticolazione avviene con la rottura della rachilla tra i fiori fertili o sopra le glume persistenti. Dimensione delle spighette: larghezza 3 mm; lunghezza 30 mm.
- Glume: le glume, con forme lanceolate o oblungo-lanceolate, sono più corte dei fiori ed hanno apici acuti o acuminati; hanno 5 - 7 venature longitudinali. Lunghezza della gluma superiore: 5 mm. Lunghezza della gluma inferiore: 7 mm.
- Palea: la palea è un profillo con due venature; può essere cigliata (presenta dei peli rigidi sul margine della metà superiore).
- Lemma: il lemma a volte è pubescente e con forme arrotondate nella parte prossimale; le sue vene non convergono verso l'apice, che è ottuso o acuto e ruvido. Alla fine del lemma è presente una resta lunga 2 - 2,5 mm. Lunghezza del lemma: 9 mm.

### Fiore
I fiori fertili sono attinomorfi formati da 3 verticilli: perianzio ridotto, androceo  e gineceo.
- Formula fiorale:[6]

*, P 2, A (1-)3(-6), G (2–3) supero, cariosside.
- Il perianzio è ridotto e formato da due lodicule, delle squame traslucide, poco visibili (forse relitto di un verticillo di 3 sepali). Le lodicule sono membranose e non vascolarizzate.
- L'androceo è composto da 3 stami ognuno con un breve filamento libero, una antera sagittata e due teche. Le antere sono basifisse con deiscenza laterale. Il polline è monoporato. Le antere sono gialle grandi 1 x 5 mm.
- Il gineceo è composto da 3-(2) carpelli connati formanti un ovario supero. L'ovario, pubescente all'apice, ha un solo loculo con un solo ovulo subapicale (o quasi basale). L'ovulo è anfitropo e semianatropo e tenuinucellato o crassinucellato. Lo stilo, breve, è unico con due stigmi papillosi e distinti.
- Fioritura: da maggio a luglio (agosto).

### Frutti
I frutti sono del tipo cariosside, ossia sono dei piccoli chicchi indeiscenti, con forme ovoidali, nei quali il pericarpo è formato da una sottile parete che circonda il singolo seme. In particolare il pericarpo è fuso al seme ed è aderente. L'endocarpo non è indurito e l'ilo è lungo e lineare. L'embrione è piccolo e provvisto di epiblasto ha un solo cotiledone altamente modificato (scutello senza fessura) in posizione laterale. I margini embrionali della foglia non si sovrappongono.

## Biologia
Come gran parte delle Poaceae, le specie di questo genere si riproducono per impollinazione anemogama. Gli stigmi più o meno piumosi sono una caratteristica importante per catturare meglio il polline aereo.
La dispersione dei semi avviene inizialmente a opera del vento (dispersione anemocora) e una volta giunti a terra grazie all'azione di insetti come le formiche (mirmecoria).

## Distribuzione e habitat

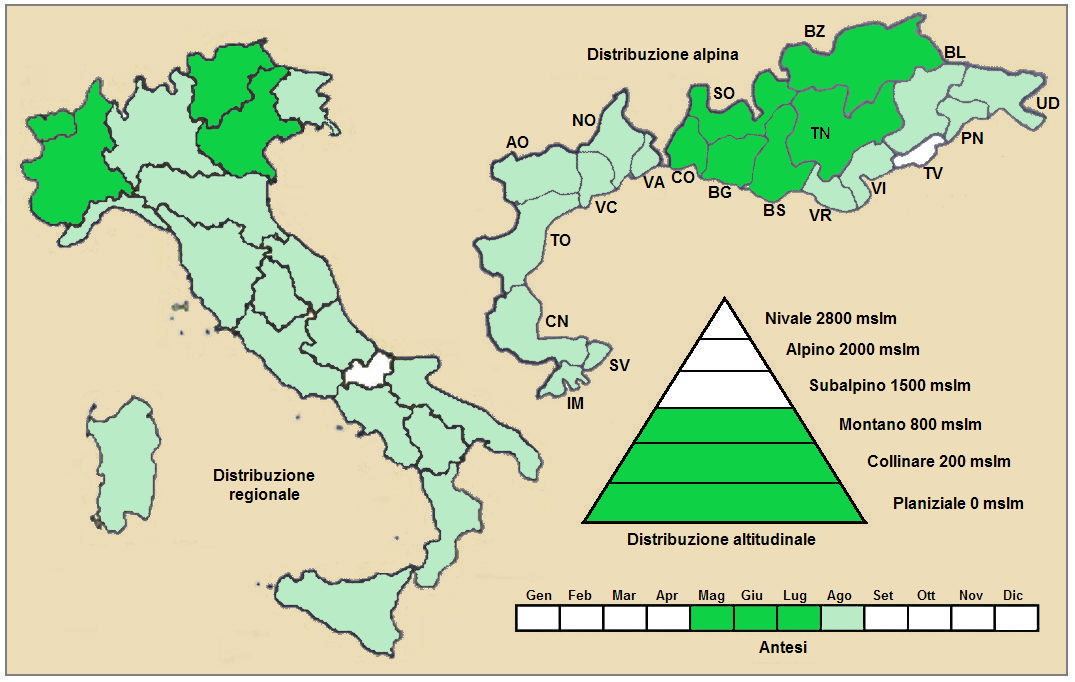
Distribuzione della pianta
(Distribuzione regionale – Distribuzione alpina)

- Geoelemento: il tipo corologico (area di origine) è Eurasiatico.
- Distribuzione: in Italia è una specie comune su tutto il territorio. Fuori dall'Italia, sempre nelle Alpi, questa specie si trova in Svizzera (cantoni Berna, Vallese e Grigioni), in Austria (tutti i Länder). Sugli altri rilievi europei collegati alle Alpi si trova nella Foresta Nera, Vosgi, Massiccio del Giura, Alpi Dinariche, Monti Balcani e Carpazi.[14] Nel resto dell'Europa e dell'areale del Mediterraneo questa specie si trova ovunque (inclusa la Transcaucasia, l'Anatolia, l'Asia nediterranea e il Magreb).[15] Fuori dall'Europa il Paléo comune si trova in Cina, Kazakistan, Kirghizistan e Mongolia.[11]
- Habitat: gli habitat tipici per questa pianta sono i prati aridi, le boscaglie e le scarpate. Il substrato preferito è calcareo ma anche siliceo con pH basico, medi valori nutrizionali del terreno che deve essere secco.[14]
- Distribuzione altitudinale: sui rilievi queste piante si possono trovare fino a 2 000 m s.l.m.; frequentano quindi i seguenti piani vegetazionali: collinare, montano e subalpino (oltre a quello planiziale – a livello del mare).

### Fitosociologia

#### Areale alpino
Dal punto di vista fitosociologico alpino Brachypodium pinnatum appartiene alla seguente comunità vegetale:
- Formazione: delle comunità a emicriptofite e camefite delle praterie rase magre secche
  - Classe: Festuco-Brometea

#### Areale italiano
Per l'areale completo italiano Brachypodium pinnatum appartiene alla seguente comunità vegetale:
- Macrotipologia: vegetazione delle praterie. 
  - Classe: Festuco valesiacae-brometea erecti Br.-Bl. & Tüxen ex Br.-Bl., 1949
    - Ordine: Festucetalia valesiacae Br.-Bl. & Tüxen ex Br.-Bl., 1949
      - Alleanza: Cirsio-brachypodion pinnati Hadac & Klinka, 1944

Descrizione: questa alleanza comprende praterie steppiche semi-aride (meso-xerofile) dominate da Brachypodium pinnatum e Bromus erectus, che si sviluppano su suoli profondi e calcarei in aree calde ed aride. La distribuzione dell'alleanza è relativa alle regioni sub-continentale dell'Europa centro-orientale, mentre In Italia è diffusa soprattutto sulle Alpi. Tradizionalmente queste praterie venivano pascolate in modo estensivo o sfalciate.
Alcune specie presenti nell'associazione: Achillea millefolium, Asperula cynanchica, Bupleurum falcatum, Centaurea jacea, Centaurea scabiosa, Cirsium acaule, Euphorbia cyparissias, Festuca rupicola, Galium verum, Knautia arvensis, Leontodon hispidus, Linum catharticum, Lotus corniculatus, Ononis spinosa, Pimpinella saxifraga, Plantago media, Salvia pratensis, Sanguisorba minor.
Altre alleanze per questa specie sono:
- Artemisio absinthii-Agropyrion intermedii
- Cirsio-Brachypodion pinnati
- Bromion erecti

## Tassonomia
La famiglia delle Poacee comprende circa 800 generi e oltre 9 000 specie. È una delle famiglie più numerose e più importanti del gruppo delle monocotiledoni. La famiglia è suddivisa in 12 sottofamiglie, il genere Brachypodium fa parte della sottofamiglia Pooideae e raccoglie circa due dozzine di specie distribuite nelle zone temperate in tutto il mondo.
Il basionimo per questa specie è: Bromus pinnatus L., 1753.

### Filogenesi
La tribù Brachypodieae (e quindi anche il genere Brachypodium) fa parte della supertribù Stipodae L. Liu, 1980. La supertribù Stipodae (formata dalle tribù Ampelodesmeae, Stipeae, Brachypodieae e Diarrheneae) è il quarto nodo della sottofamiglia Pooideae ad essersi evoluto (gli altri tre precedenti sono la tribù Brachyelytreae, e le supertribù Nardodae e Melicodae). All'interno della supertribù, la tribù Brachypodieae è stata la più recente ad evolversi.
Il genere presenta la seguente sinapomorfia: le celle sussidiarie degli stomi sono parallele.
Alcuni studi di tipo filogenetico (analisi molecolari sul DNA - due geni di plastidi e cinque geni nucleari) indicano che la specie di questa voce potrebbe essere vicina evolutivamente alla specie Brachypodium phoenicoides.
Il numero cromosomico di B. pinnatum è: 2n = 14 e 28.

### Varietà
Sandro Pignatti nella pubblicazione "Florad'Italia" descrive la specie Brachypodium rupestre (Host) R. et S. (Paléo rupestre) declassifiata però ultimamente come sinonimo di  B. pinnatum. Questa entità si distingue dalla specie principale per la lamina convoluta verso l'apice e quasi prive di peli; i pilastri di sclerenchima si allargano a forma di T; le spighette possiedono 10 - 20 fiori e le due glume sono lunghe rispettivamente 6 e 9 mm. L'habitat indicato sono i pascoli substeppici e i bordi dei boschi. La distribuzione in Italia è discontinua.
Alcune checklist includono in questa specie la seguente sottospecie:
- Brachypodium pinnatum subsp. juzepczukii Tzvelev, 2006 - Distribuzione: Anatolia, Crimea e Russia.

### Sinonimi
Questa entità ha avuto nel tempo diverse nomenclature. L'elenco seguente indica alcuni tra i sinonimi più frequenti:
- Agropyron gracile Chevall.
- Agropyron pinnatum (L.) Chevall.
- Avena laeta Salisb.
- Brachypodium abbreviatum Dumort.
- Brachypodium barrelieri Roem. & Schult.
- Brachypodium caespitosum var. collinum Rchb.
- Brachypodium cespitosum Roem. & Schult.
- Brachypodium constrictum Hook.f.
- Brachypodium contractum C.Presl
- Brachypodium corniculatum Lam.
- Brachypodium corniculatum (Lam.) Dumort.
- Brachypodium genuense (DC.) Roem. & Schult.
- Brachypodium gracile (Weigel) P.Beauv.
- Brachypodium hickelis Sennen ex St.-Yves
- Brachypodium intermedium Schur
- Brachypodium pinnatum var. abbreviatum (Dumort.) Asch. & Graebn.
- Brachypodium pinnatum subsp. cespitosum (Host) Hack.
- Brachypodium pinnatum var. cespitosum (Host) W.D.J.Koch
- Brachypodium pinnatum f. collinum (Rchb.) Posp.
- Brachypodium pinnatum var. collinum (Rchb.) Asch. & Graebn.
- Brachypodium pinnatum var. glabratum Spenn.
- Brachypodium pinnatum var. glabrescens Coss. & Germ.
- Brachypodium pinnatum var. glabrum Rchb.
- Brachypodium pinnatum subsp. glaucovirens Murb.
- Brachypodium pinnatum var. glomeratum A.Zimm.
- Brachypodium pinnatum f. gracile (Weigel) Posp.
- Brachypodium pinnatum subsp. gracile (Leyss.) Soó
- Brachypodium pinnatum var. gracile (Leyss.) Asch. & Graebn.
- Brachypodium pinnatum subsp. ligulatum Buia
- Brachypodium pinnatum var. ligulatum (Buia) Anghel & Beldie
- Brachypodium pinnatum var. megastachyum R.Uechtr. ex Asch. & Graebn.
- Brachypodium pinnatum f. minus (Schur) Anghel & Beldie
- Brachypodium pinnatum var. minus Schur
- Brachypodium pinnatum f. patens Merino & Roman
- Brachypodium pinnatum subsp. pinnatum
- Brachypodium pinnatum var. pubescens Rchb.
- Brachypodium pinnatum subsp. rupestre (Host) Schübl. & G.Martens
- Brachypodium pinnatum var. rupestre (Host) Rchb.
- Brachypodium pinnatum var. rupestre (Host) Posp.
- Brachypodium pinnatum var. setifolium (Schur) Asch. & Graebn.
- Brachypodium pinnatum var. villosissimum Domin
- Brachypodium pinnatum var. villosum Lej. & Courtois
- Brachypodium ponticum Velen.
- Brachypodium rupestre (Host) Roem. & Schult.
- Brachypodium rupestre f. abbreviatum (Dumort.) Soó
- Brachypodium rupestre subsp. cespitosum (Host) H.Scholz
- Brachypodium rupestre var. setifolium (Schur) Soó
- Brachypodium scaberrimum Wight & Arn. ex Hook.f.
- Brachypodium setifolium Schur
- Brachypodium sylvaticum subsp. gracile (Weigel) Dumort.
- Brachypodium tenerum Velen.
- Brachypodium tenorianum Schult.
- Bromus cespitosus Host
- Bromus corniculatus Lam.
- Bromus fragilis Schrank
- Bromus gracilis Leyss.
- Bromus gracilis var. pauper Schrank
- Bromus pinnatus L.
- Bromus pinnatus var. gracilis Lilj.
- Bromus pinnatus var. tigurinus Suter
- Bromus rupestris Host
- Bromus strictus Haller f.
- Bromus tigurinus Suter
- Festuca barrelieri Ten.
- Festuca genuensis (DC.) Pollini
- Festuca gracilis (Wiegand) Moench
- Festuca pinnata (L.) Huds.
- Festuca rupestris (Mast.) Roth
- Tragus gracilis (Weigel) B.D.Jacks.
- Tragus pinnatus (L.) Panz.
- Triticum barrelieri (Ten.) Kunth
- Triticum barrelieri (Ten.) Ten.
- Triticum bromoides Weber
- Triticum genuense DC.
- Triticum gracile (Weigel) Brot.
- Triticum gracile Vill.
- Triticum pinnatum (L.) Moench
- Triticum pinnatum var. compositum Parn.
- Triticum pinnatum var. hirsutum Parn.
- Triticum pinnatum var. hispidum Parn.
- Triticum scaberrimum Steud.